# Billaea maritima
Billaea maritima är en tvåvingeart som först beskrevs av Ignaz Rudolph Schiner 1861.  Billaea maritima ingår i släktet Billaea och familjen parasitflugor. Inga underarter finns listade i Catalogue of Life.